# 狭叶泡花树
狭叶泡花树（学名：Meliosma angustifolia）为清风藤科泡花树属下的一个种。